# Emilie Schindler
Emilie Schindler, född Pelzl den 22 oktober 1907 i Alt Moletein, Österrike-Ungern (nuvarande Maletín i nuvarande Tjeckien), död 5 oktober 2001 i Berlin, var hustru till Oskar Schindler och arbetade tillsammans med honom för att rädda 1 300 judiska arbetare undan förintelsen under andra världskriget.
Emilie Pelzl gifte sig med Oskar Schindler den 6 mars 1928. Efter andra världskriget flyttade paret Schindler till Argentina och startade en ranch där 1949. Projektet lyckades inte, och efter att ha blivit bankrutt 1957 flyttade Oskar Schindler ensam tillbaka till Tyskland 1958. Han återsåg aldrig sin hustru. Emilie Schindler stannade kvar i Argentina och levde sparsamt på pengar som hon fick från bland annat olika judiska organisationer.
I juli 2001 besökte hon Berlin för att överlämna dokument om Oskar Schindler till ett museum. Hon sade  att hennes högsta önskan var att leva sin sista tid i Tyskland. Hon erbjöds en plats på ett ålderdomshem i Bayern men insjuknade och dog på ett sjukhus i Berlin den 5 augusti samma år.
I slutet av filmen Schindler's List från 1993 syns Emilie Schindler då hon lägger ned en sten på sin makes grav, tillsammans med många av de judar som hon och Oskar Schindler räddade.